# Coleophora serenella
Coleophora serenella é uma espécie de mariposa do gênero Coleophora pertencente à família Coleophoridae.